# 小山明宏
小山 明宏（こやま あきひろ、1953年6月9日 - ）は、日本の経営学者、学習院大学教授。バイロイト大学教授、ハンブルク大学客員教授、日本財務管理学会会長等を歴任。
北海道札幌市生まれ。高校まで名古屋市で育ち、1976年一橋大学商学部卒、1981年同大学院経営学博士課程単位取得満期退学。指導教官宮川公男。1981年学習院大学経済学部専任講師、助教授、1988年教授、経営学研究科教授。2008年「コーポレート・ガバナンスの日独比較」で学習院大学経営学博士。
1989-1991年、ドイツ、トリアー大学第4専門学群経営経済学部門客員教授、1995年、ドイツ、バイロイト大学経営学第4部門C4専任教授、2006-2007年、ドイツ、ハンブルク大学経済・社会科学部客員教授。2014-2017年度日本財務管理学会会長。2018年トヨタ紡織取締役。研究分野はエージェンシー理論による企業財務の分析（株主による経営陣へのコントロール、コーポレート・ガバナンスの研究）、統計的手法による企業評価（企業のスコアリング、信用格付、倒産予測など）、企業経営の日独比較。

## 著書
- 『経営財務論 不確実性、エージェンシー・コストおよび日本的経営』創成社 新しい時代の経営学選書 1992
- 『財務と意思決定』朝倉書店 シリーズ<意思決定の科学> 2001
- 『コーポレート・ガバナンスの日独比較』白桃書房 2008

### 共編著
- 『利益計画の立て方』河野豊弘共著 税務経理協会 計画シリーズ　1985
- 『財務情報分析の基礎 Excelによる演習つき』野々山隆幸共著 実教出版 1997
- 『経営学再入門 再チャレンジ!-基礎から最新の理論まで』手塚公登,上田泰共編著 同友館 2002
- 『現代経営学再入門 経営学を学び直すための基礎～最新理論』手塚公登,上田泰,米山茂美共編著 同友館 2010

### 翻訳
- アーノルド・ピコー,ヘルムート・ディートル, エゴン・フランク『新制度派経済学による組織入門 市場・組織・組織間関係へのアプローチ 第4版』丹沢安治,榊原研互,田川克生,渡辺敏雄,宮城徹共訳 白桃書房 2007

## 論文
- 小山明宏